# Goerodes semicircularis
Goerodes semicircularis är en nattsländeart som beskrevs av Ito 1994. Goerodes semicircularis ingår i släktet Goerodes och familjen kantrörsnattsländor. Inga underarter finns listade i Catalogue of Life.